# ロコビア
合同会社ロコビアは、千葉県佐倉市にある地ビールのブルワリー。日本国内最小クラスのブルワリーである。「千葉県随一の個性的なビールを醸造」と評される。

## 歴史
酒販売店である下野酒店では「房総ビール」というブルワリーを立ち上げていたが、1998年に「女性醸造家がつくる女性のためのビール」をコンセプトに2軒目としてロコビアを立ち上げた。当時、下野酒店には女性社員が2人在籍しており、その内の1人、事務員として入社し、酒販店「シモアール」内で化粧品・アクセサリー・ブランドバッグなどの販売コーナーを担当していた鍵谷百代に声がかけられた。
最初の1年は「仕込み」の工程が無く、濃縮された麦汁を仕入れてビールをつくっており、イベントで販売した際の評価は最低であった。そこで仕込みを含む全工程を自社で賄うことを決め、設備のコーディネートから製造指導までサントリーのチームにサポートをしてもらう。
2012年に従業員所有の醸造所として再スタートする。

## 主な製品
- 「佐倉香りの生」 - ケルシュ。ワールド・ビア・カップでは3大会連続入賞している[2][6]。
- 「佐倉スチーム」 - カリフォルニア・コモン（英語版）[6][5]
- 「ライ麦セゾン」 - セゾンビール[5]

## 関連
- 国際女性デー - 2014年からPink Boots Society（英語版）の運動に賛同し、ビール醸造を行っている[7]。